# Copa UC Sub-17 de 2018
La Copa UC Sub-17 fue la XXVII edición de la Copa UC Sub-17, torneo de fútbol juvenil organizado por el Club Deportivo Universidad Católica. 
Los principales partidos fueron transmitidos por el Canal del Fútbol (CDF) en Chile.
El Estadio San Carlos de Apoquindo y su complejo deportivo fue el recinto donde se alojó y disputó este torneo entre el 12 de diciembre y el 16 de diciembre de 2018.
En esta edición participaron 7 selecciones nacionales Sub-17, sumado al club organizador: Universidad Católica.

## Equipos participantes
| Equipos y selecciones participantes | Equipos y selecciones participantes | Equipos y selecciones participantes | Equipos y selecciones participantes |
| ----------------------------------- | ----------------------------------- | ----------------------------------- | ----------------------------------- |
| Universidad Católica                | Chile Sub-17                        | Colombia Sub-17                     | Ecuador Sub-17                      |
| México Sub-17                       | Paraguay Sub-17                     | Perú Sub-17                         | Venezuela Sub-17                    |

## Resultados

### Primera fase

#### Grupo A
| Equipo               | Pts | PJ | PG | PE | PP | GF | GC | DIF |
| -------------------- | --- | -- | -- | -- | -- | -- | -- | --- |
| Universidad Católica | 6   | 3  | 2  | 0  | 1  | 5  | 2  | 3   |
| Perú Sub-17          | 6   | 3  | 2  | 0  | 1  | 3  | 2  | 1   |
| Colombia Sub-17      | 6   | 3  | 2  | 0  | 1  | 5  | 5  | 0   |
| Venezuela Sub-17     | 0   | 3  | 0  | 0  | 3  | 4  | 8  | -4  |

| 12 de diciembre de 2018, 10:30 | Colombia Sub-17                 | 1-0     | Perú Sub-17 | Cancha Alberto Buccicardi, Santiago  |                                      |
|                                | - Juan Diego Alegría 29' (pen.) | Reporte |             | Árbitro(s): Cristián Galaz Sepúlveda | Árbitro(s): Cristián Galaz Sepúlveda |

| 12 de diciembre de 2018, 21:10 | Universidad Católica                        | 2-1     | Venezuela Sub-17  | Estadio San Carlos de Apoquindo, Santiago |                            |
|                                | - Cristóbal Finch 19' - Clemente Montes 40' | Reporte | - Óscar Conde 52' | Árbitro(s): Juan Sepúlveda                | Árbitro(s): Juan Sepúlveda |

| 13 de diciembre de 2018, 12:00 | Colombia Sub-17                                              | 4-2     | Venezuela Sub-17                 | Cancha Alberto Buccicardi, Santiago |  |
|                                | - Juan Alegría - Juan Alegría - José Caidedo - Andrés Arroyo | Reporte | - Oswaldo Ruggeri - Carlos Vivas |                                     |  |

| 13 de diciembre de 2018, 18:00 | Universidad Católica | 0-1     | Perú Sub-17   | Estadio San Carlos de Apoquindo, Santiago |                        |
|                                |                      | Reporte | - Óscar Pinto | Árbitro(s): Jorge Oses                    | Árbitro(s): Jorge Oses |

| 14 de diciembre de 2018, 10:30 | Perú Sub-17                   | 2-1     | Venezuela Sub-17 | Cancha Alberto Buccicardi, Santiago |  |
|                                | - Celi (pen.) - Joao Grimaldo | Reporte | - Daniel Pérez   |                                     |  |

| 14 de diciembre de 2018, 21:10 | Universidad Católica                                               | 3-0     | Colombia Sub-17 | Estadio San Carlos de Apoquindo, Santiago |  |
|                                | - Cristóbal Finch 5' - Clemente Montes 25' - Nicolás Sepúlveda 53' | Reporte |                 |                                           |  |

#### Grupo B
| Equipo          | Pts | PJ | PG | PE | PP | GF | GC | DIF |
| --------------- | --- | -- | -- | -- | -- | -- | -- | --- |
| Paraguay Sub-17 | 9   | 3  | 3  | 0  | 0  | 4  | 1  | 3   |
| Ecuador Sub-17  | 4   | 3  | 1  | 1  | 1  | 2  | 2  | 0   |
| México Sub-17   | 2   | 3  | 0  | 2  | 1  | 1  | 2  | -1  |
| Chile Sub-17    | 1   | 3  | 0  | 1  | 2  | 1  | 3  | -2  |

| 12 de diciembre de 2018, 12:00 | Paraguay Sub-17       | 1-0     | México Sub-17 | Cancha Alberto Buccicardi, Santiago |  |
|                                | - Fernando Ovelar 52' | Reporte |               |                                     |  |

| 12 de diciembre de 2018, 18:00 | Chile Sub-17 | 0-1     | Ecuador Sub-17          | Estadio San Carlos de Apoquindo, Santiago |                            |
|                                |              | Reporte | - Roberto Sepúlveda 35' | Árbitro(s): Juan Sepúlveda                | Árbitro(s): Juan Sepúlveda |

| 13 de diciembre de 2018, 10:30 | Ecuador Sub-17     | 1-1     | México Sub-17   | Cancha Alberto Buccicardi, Santiago |  |
|                                | Patrickson Delgado | Reporte | - Víctor Guzmán |                                     |  |

| 13 de diciembre de 2018, 21:10 | Chile Sub-17      | 1-2     | Paraguay Sub-17                         | Estadio San Carlos de Apoquindo, Santiago |  |
|                                | - Patricio Flores | Reporte | - Fernando Ovelar - Fernando Presentado |                                           |  |

| 14 de diciembre de 2018, 12:00 | Ecuador Sub-17 | 0-1     | Paraguay Sub-17     | Cancha Alberto Buccicardi, Santiago |  |
|                                |                | Reporte | - Rodrigo Melgarejo |                                     |  |

| 14 de diciembre de 2018, 18:00 | Chile Sub-17 | 0-0     | México Sub-17 | Estadio San Carlos de Apoquindo, Santiago |  |
|                                |              | Reporte |               |                                           |  |

### Segunda fase

#### Semifinales 5.º a 8.º lugar
| 15 de diciembre de 2017, 10:30 | Colombia Sub-17                              | 2-1     | Chile Sub-17            | Cancha Alberto Buccicardi, Santiago |  |
|                                | - Juan Diego Alegría 65' - Andrés Arroyo 68' | Reporte | - Alexander Aravena 28' |                                     |  |

| 15 de diciembre de 2017, 12:00 | México Sub-17                       | 1-2     | Venezuela Sub-17   | Cancha Alberto Buccicardi, Santiago |  |
|                                | - Bryan González 50' - Daniel Pérez | Reporte | - Jon Aramburu 17' |                                     |  |

#### Semifinales
| 15 de diciembre de 2017, 17:00 | Perú Sub-17                      | 2-0     | Paraguay Sub-17   | Estadio San Carlos de Apoquindo, Santiago |  |
|                                | - Yuriel Celi - Sebastián Cavero | Reporte | - Fernando Ovelar |                                           |  |

| 15 de diciembre de 2017, 18:30 | Universidad Católica                  | 1-1 (4 – 1 p.)             | Ecuador Sub-17                                              | Estadio San Carlos de Apoquindo, Santiago |  |
|                                | - Clemente Morales 70' (pen.)         | Reporte                    | - Johan Mina 12'                                            |                                           |  |
|                                |                                       | Tiros desde el punto penal |                                                             |                                           |  |
|                                | Anotado · Anotado · Anotado · Anotado |                            | Anotado · Fallo de penal (Parado) · Fallo de penal (Parado) |                                           |  |

### Fase final

#### Séptimo lugar
| 16 de diciembre de 2017, 10:30 | Chile Sub-17                          | 2-2 (4 – 2 p.)             | México Sub-17                                                         | Cancha Alberto Buccicardi, Santiago |  |
|                                | - Gonzalo Tapia 4' - Danilo Díaz 87'  | Reporte                    | - Jair González 24' - Jair González 26'                               |                                     |  |
|                                |                                       | Tiros desde el punto penal |                                                                       |                                     |  |
|                                | Anotado · Anotado · Anotado · Anotado |                            | Anotado · Anotado · Fallo de penal (Parado) · Fallo de penal (Parado) |                                     |  |

#### Quinto Lugar
| 16 de diciembre de 2017, 12:00 | Colombia Sub-17                                                                                      | 1-1 (6 – 7 p.)             | Venezuela Sub-17                                                    | Cancha Alberto Buccicardi, Santiago |  |
|                                | - Juan Diego Alegría 24'                                                                             | Reporte                    | - Carlos Vivas                                                      |                                     |  |
|                                | | Tiros desde el punto penal |                                                                     |                                     |  |
|                                | Anotado · Anotado · Anotado · Anotado · Anotado · Anotado · Fallo de penal (Por encima del larguero) |                            | Anotado · Anotado · Anotado · Anotado · Anotado · Anotado · Anotado |                                     |  |

#### Tercer Puesto
| 16 de diciembre de 2017, 17:00 | Ecuador Sub-17 | 1-0     | Paraguay Sub-17 | San Carlos de Apoquindo, Santiago |  |
|                                | - Adrián Mejía | Reporte |                 |                                   |  |

#### Final
| 16 de diciembre de 2017, 18:30 | Universidad Católica | 0-1 | Perú Sub-17               | San Carlos de Apoquindo, Santiago |  |
|                                |                      |     | - Kluiverth Aguilar 70+3' |                                   |  |

## Campeón
|                                 |
| Campeón Perú Sub-17 1er. título |